# Urban Jawień
Urban Jawień (ur. 12 lutego 1931 w Stryju, zm. 17 stycznia 2005 w Sanoku) – polski lekarz.

## Życiorys

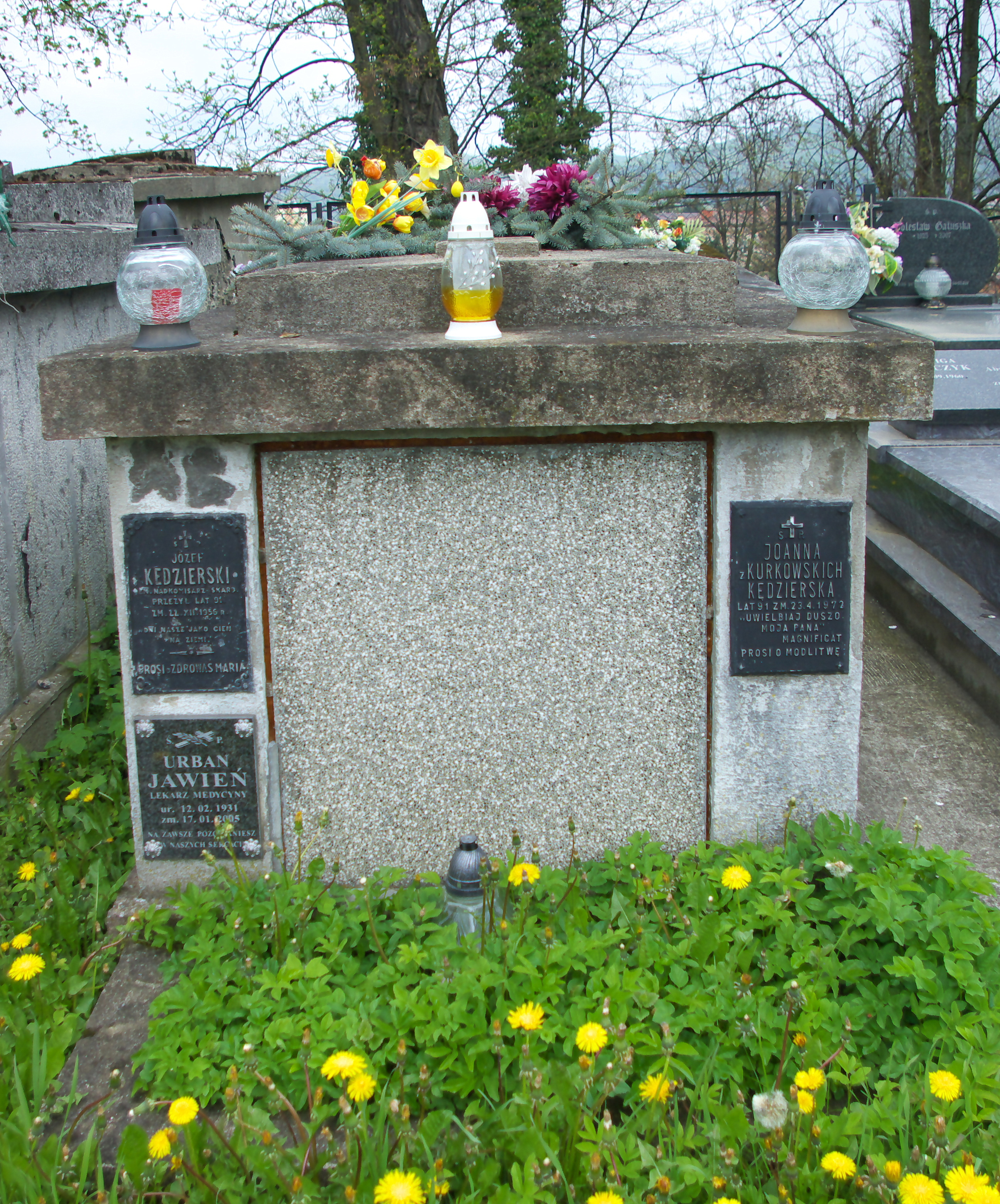
Nagrobek Kędzierskich i Urbana Jawienia

Urodził się 12 lutego 1931 w Stryju. Był synem Zygfrydy i Feliksa (ojciec był urzędnikiem samorządowym II Rzeczypospolitej w charakterze wicestarosty). Miał brata (w 1939 służył w wojsku).
Po wybuchu II wojny światowej (stracił w tym czasie oboje rodziców) pod koniec 1939 przybył ze Stryja (wówczas pod okupacją sowiecką) do Sanoka (będącego pod okupacją niemiecką). Został tam przeprowadzony za sprawą zorganizowanego pomocy ze strony swojej ciotki, pochodzącej z Hłomczy Joanny (siostra ks. Franciszka Ksawerego Kurkowskiego). Od tego czasu zamieszkiwał wraz z nią i jej mężem Józefem Kędzierskim) w domu przy ulicy Juliusza Słowackiego 45, potem pod adresem ulicy Jasnej 21.
W 1947 ukończył naukę w Gimnazjum w Sanoku. Na początku lat 50. studiował medycynę na akademii medycznej w Collegium Medicum Uniwersytetu Jagiellońskiego. W 1952 został uznany przynależnym do gminy Sanok. Jako lekarz przez ponad 30 lat był zatrudniony w Szpitalu w Krośnie, a także sprawował stanowisko kierownika największej przychodni w tym mieście.
W 1986 został odznaczony Krzyżem Kawalerskim Orderu Odrodzenia Polski.
Latem 1988 był autorem szeregu pomysłów na upiększenie i odnowę Sanoka. Zainicjował wtedy m.in. powstanie sanockiej „Księgi Guinnessa” (określanej też mianem „Księgi Jawienia”).
Był żonaty z Heleną z domu Zembroń. Zmarł 17 stycznia 2005. Został pochowany w grobowcu Joanny i Józefa Kędzierskich na Cmentarzu Centralnym w Sanoku 20 stycznia 2005.
Pod koniec życia Urban Jawień sam o sobie mawiał „stary doktor przedmieszczański”. Poeta Janusz Szuber napisał wiersz pt. Elegia. Pamięci Urbana Jawienia (1931-2005), wydany w publikacji pt. Mojość z 2005 oraz w tomiku poezji pt. Czerteż. Według tego poety Urban Jawień był esencją Przedmieścia w Sanoku.